# Phlyctenosis bryanti
Phlyctenosis bryanti là một loài bọ cánh cứng trong họ Cerambycidae.